# Год баллад
Год баллад (нем. Balladenjahr) — название 1797 года, которое ему дали Иоганн Гёте и Фридрих Шиллер в связи с их состязанием в написании баллад.

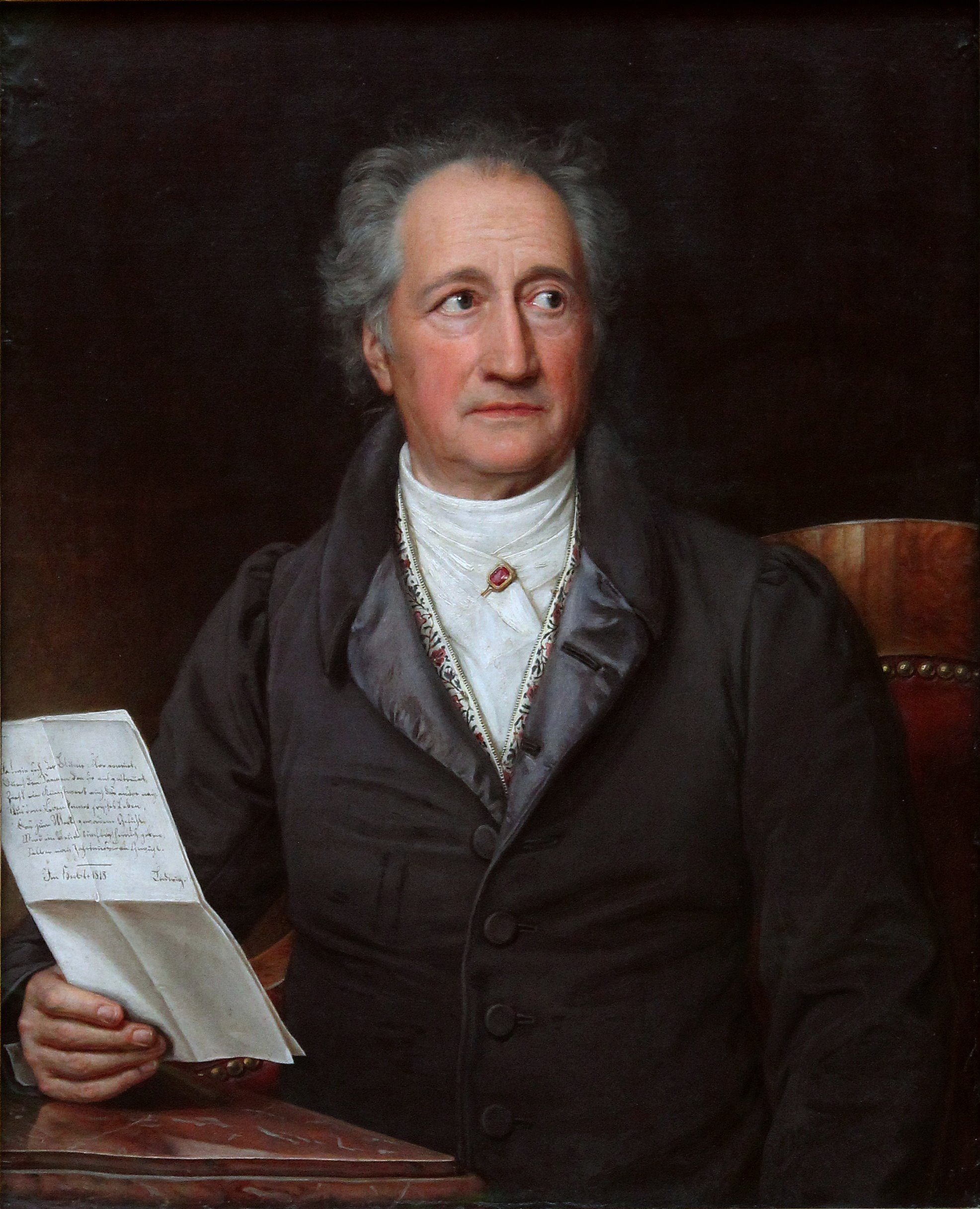
Иоганн Гёте

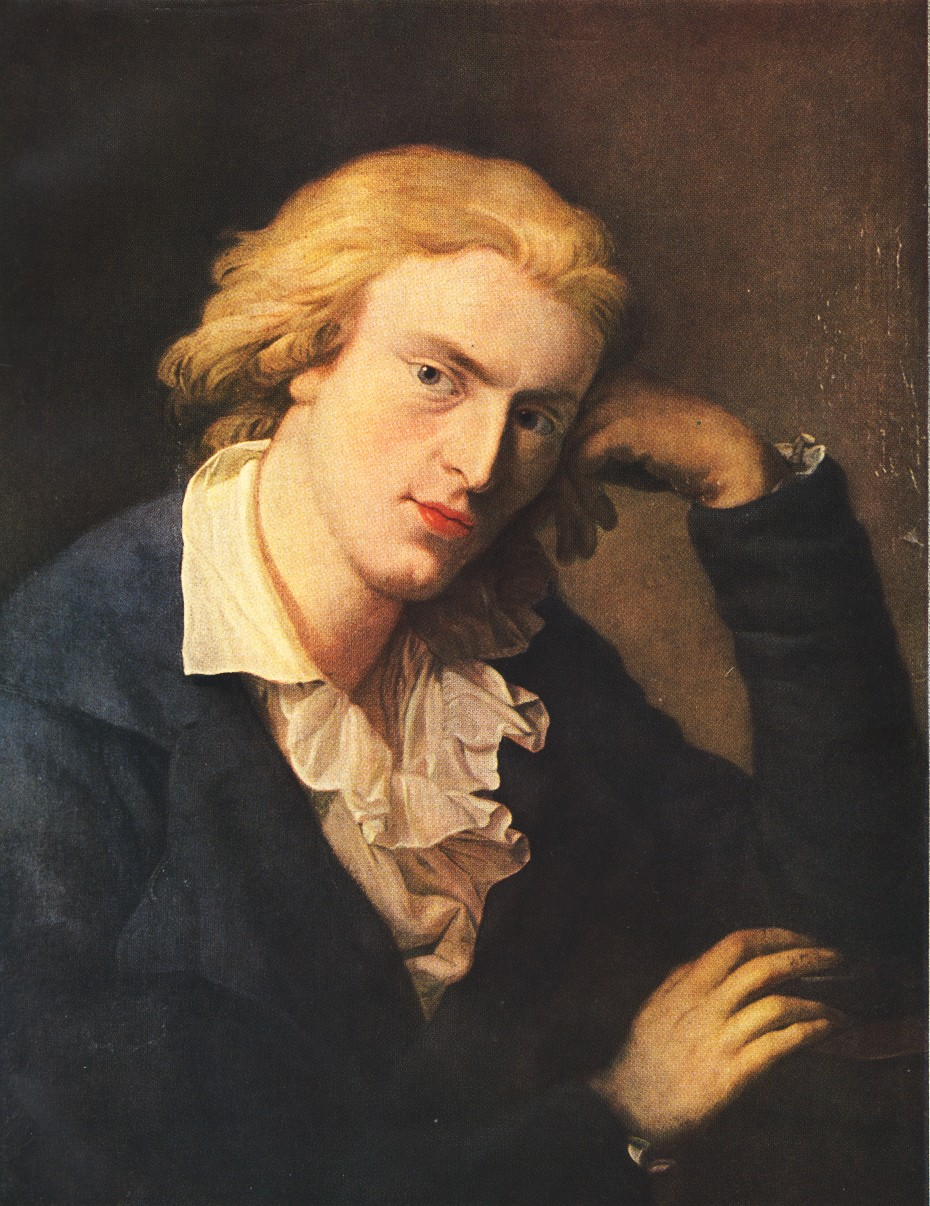
Фридрих Шиллер

Состязание проходило в атмосфере дружелюбия и взаимопомощи. Гёте, имевший опыт в написании баллад, помогал Шиллеру, давал советы, подсказывал сюжетные ходы. Так, в работе над балладой Шиллера «Ивиковы журавли» Гёте принял деятельное участие: дал ему тему, а после получения в письме первого варианта текста баллады подсказал Шиллеру, чтобы журавли появлялись дважды по ходу сюжета.
Баллады, написанные Гёте в рамках «года баллад»:
- «Коринфская невеста» («Die Braut von Korinth»)
- «Кладоискатель» («Der Schatzgräber»)
- «Бог и баядерка» («Der Gott und die Bajadere»)
- «Ученик чародея» («Der Zauberlehrling»)
- «Легенда» («Legende»)
- «Новый Павсис и его цветочница» («Der neue Pausias und sein Blumenmädchen»)

Баллады, написанные Шиллером в рамках «года баллад»:
- «Ивиковы журавли» («Die Kraniche des Ibykus»)
- «Перчатка» («Der Handschuh»)
- «Кубок» (в переводе В.А.Жуковского, в оригинале — «Водолаз» — «Der Taucher»),
- «Поликратов перстень» («Der Ring des Polykrates»)
- «Рыцарь Тогенбург» («Ritter Toggenburg»)
- «Путь к кузнице» («Der Gang nach dem Eisenhammer»)

По утверждению критиков, сюжеты баллад Шиллера 1797 года находятся «на грани реальности» и представляют собой «маленькую драму, в которой имеется сценическое пространство, диалог, напряженное динамичное действие, непредсказуемая развязка». Гёте в своих балладах «стремится постичь таинства мироздания, заглянуть в бездну», а также затрагивает любовные взаимоотношения. Часть его баллад 1797 года («Паж и дочка мельника», «Юноша и мельничный ручей», «Раскаяние дочери мельника») была написана под впечатлением от итальянского музыкального спектакля «Мельничиха».
Одним из результатов «года баллад» стал толчок для развития в Европе балладного жанра.